# Jaivon Harris
Jaivon De’Ray Harris (* 23. Juni 1982 in Alliance, Ohio) ist ein US-amerikanischer Basketballtrainer und ehemaliger Spieler. Nach dem Ende seines Studiums in seinem Heimatland spielte Harris als Profi in Deutschland, davon bis auf ein Jahr in der höchsten Spielklasse Basketball-Bundesliga alle Spielzeiten in der 2. Basketball-Bundesliga und deren Nachfolger ProA. Mit dem BBC aus Bayreuth wurde er 2010 Meister der ProA und wurde als Spieler des Jahres der ProA 2009/10 ausgezeichnet.

## Karriere

### Spieler
Im Jahr 2000 wechselte Harris zum Studium aus seiner Heimatstadt an die Ohio University in Athens (Ohio), wo er für das Hochschulteam Bobcats in der Mid-American Conference der NCAA Division I spielte. Zu seinen Mannschaftskameraden gehörten die späteren Basketball-Bundesliga-Spieler Patrick Flomo, Steven Esterkamp und Brandon Hunter. In dieser Zeit gelangen den Bobcats jedoch keine weiterführenden Erfolge, so dass sie auch an keiner landesweiten Endrunde der NCAA teilnahmen.
2004 wurde Harris Profi und unterschrieb einen Vertrag in der 2. Basketball-Bundesliga Gruppe Süd beim BV 99 aus Chemnitz. Nach einem siebten Platz in der Spielzeit 2004/05 erreichte man einen dritten Platz in der Saison 2005/06. Diese vordere Platzierung konnte man mit einem fünften Platz in der 2. Basketball-Bundesliga 2006/07 bestätigen. Anschließend wurden die regionalen Gruppen der 2. Basketball-Bundesliga zusammengelegt und die Mannschaften in zwei hierarchische Staffeln aufgeteilt.
Harris wechselte 2007 zum BBC Bayreuth, der wie die Chemnitz Niners in der oberen Klasse ProA 2007/08 spielte und im Gegensatz zu den Niners eine Mittelfeldplatzierung erreichte. Ein Jahr später scheiterte man auf dem dritten Platz nur knapp wegen des schlechteren direkten Vergleichs gegenüber Phoenix Hagen an einer Aufstiegsplatzierung. In der ProA 2009/10 wurde man schließlich Meister der ProA und Jaivon Harris zum Spieler des Jahres gewählt. In der Basketball-Bundesliga 2010/11 schafften die Bayreuther als Aufsteiger den Klassenerhalt, aber nachdem Harris Spielanteile in der höheren Spielklasse gesunken waren, trennte man sich am Ende der Spielzeit.
In der ProA 2011/12 ging Harris für den ambitionierten Neuling Nürnberger BC auf Körbejagd, der jedoch die Aufstiegs-Play-offs deutlich verpasste. Daraufhin wechselte Harris erneut und ging zum Ligakonkurrenten BG Karlsruhe. In der Saison 2013/14 kämpfte Harris mit größeren Verletzungsproblemen und fiel nach Knorpelschäden in beiden Kniegelenken ab Januar 2014 für die restliche Saison aus.

### Trainer
Nach der Saison 2013/14 wechselte Harris zum KIT SC Karlsruhe. Dort trainierte er die zweite Mannschaft der „Gequos“ in der Oberliga und wurde zusätzlich als Assistenztrainer der 1. Mannschaft in der Regionalliga tätig. Außerdem sollte er nach Vereinsgaben auch wieder als Spieler tätig werden, wenn sein Gesundheitszustand dies erlaubte. 2015 wurde er als Nachfolger von Aleksandar Scepanovic Cheftrainer der ersten Karlsruher Mannschaft. In der Saison 2016/17 führte er Karlsruhe auf den zweiten Rang der Regionalliga Süd-West und stieg mit der Mannschaft in die 2. Bundesliga ProB auf, da Meister Schwenningen keine Lizenz erhielt. Dort verpasste er mit den Karlsruhern in der Saison 2017/18 den Klassenverbleib, blieb jedoch auch nach dem Abstieg in die Regionalliga im Amt. Er blieb bis zum Ende des Spieljahres 2018/19 im Amt und verließ Karlsruhe und die Mannschaft dann aus familiären Gründen. Im Sommer 2019 trat er beim BBU ’01 e. V., dem Unterbau des Bundesligisten Ratiopharm Ulm, das Amt des Damen- sowie Jugendtrainers (Altersklassen U8 und U10) an. Im Mai 2021 erwarb er den A-Trainerschein des Deutschen Basketball Bunds.